# Свято-Георгиевский храм (Новочеркасск)
Свя́то-Гео́ргиевский хра́м — православный храм в Новочеркасске в память спасения жизни Государя Императора Александра III и Его Августейшего Семейства при крушении царского поезда 17 октября 1888 года. Находится в Первомайском районе Новочеркасска. Оригинальное название — Церковь Святого Великомученика Победоносца Георгия.

## История
В 1890 году образовалось приходское попечительство по постройке храма во главе с надворным советником Иваном Степановичем Киевским. Архитектор Куликов В. Н. составил проект, взяв за образец единоверческую церковь в станице Нижне-Чирской. Храм построен на покатистом месте к реке Тузлов. Он довольно своеобразной архитектуры в русской стиле, вместо колокольни над трапезной частью устроена оригинальная звонница. Размеры храма небольшие, вместимость — 400 человек.
Построен храм исключительно на частные пожертвования и обошёлся в 17 тыс. рублей. Иконостас изготовлен в мастерской А. Соловьева в Новочеркасске. Оконные переплеты из дасонного заграничного железа и кресты из русского железа исполнены в слесарной мастеровой Фаслера Т. Х. Вся утварь была пожертвована разными благотворителями, на одном из напрестольных крестов была вырезана следующая надпись:
«Георгиевская церковь к построению заложена 1897 года 27 апреля, освящена 18 октября 1898 г., строилась каменным зданием 1 год 5 месяцев и 21 день»
.
Первым настоятелем Свято-Георгиевского прихода Новочеркасска являлся протоиерей Александр Иоакимович Попов. Находясь на этом послушании он умер в сентябре 1914 года.
Церковно-приходская школа при храме существовала с 1899 года, находилась в течение 8 лет в наёмных помещениях. В 1908 году построено собственное здание рядом с храмом.
Храм продолжал действовать вплоть до 1939 года, когда распоряжением президиума Областного исполнительного Комитета, апеллирующим к постановлению ВЦИКа От 1929 года, он был изъят у общины верующих согласно архивным документам. В 1939 году храм был закрыт. В послевоенные годы он использовался как зернохранилище. В конце 1940-х годов храм был возвращён Церкви и снова стал действующим.
С 1990 года началось его восстановление. В храме сохраняются святыни, бывшие в нём с момента постройки: иконы святого благоверного князя Александра Невского в серебряном окладе, святого Пантелеимона Целителя афонского письма. Особенный интерес представляет миниатюрный настенный иконостас с живописью академической школы. Оригинальным произведением является чугунный барельеф «Тайная вечеря», копия знаменитой фрески Леонардо да Винчи. В октябре 2000 года Георгиевский храм приобрёл новую святыню — икону «Достойно есть», список мироточивой иконы со святой Афонской горы.
В настоящий момент сам Свято-Георгиевский храм признан объектом культурного наследия (памятником истории и культуры) на основании Решения Ростовского областного Совета народных депутатов от 17.12.1992 (№ 325).
С 2006 года настоятелем Свято-Георгиевского храма является Протоиерей Александр Луканенко.